# 築地俊彦
築地 俊彦（つきじ としひこ、3月23日 - ）は、日本のライトノベル作家、脚本家、漫画原作者。

## 経歴
ゲーム制作会社「遊演体」運営に参加したことがきっかけで、ゲーム制作会社「ホビー・データ」の設立に参加。1990年、有限会社ホビー・データ主催のプレイバイメール「クレギオン#1 遙かなるアーケイディア」にマスターとして参加。当初は外部契約だったが、後に社員として入社。マスター時には“黒須俊之”と名乗っていたこともある。主にミリタリーや戦争と言った硬派なシナリオを扱っていたが、ラブコメなどの軟派なシナリオも扱っていた。なお、当時の同僚に野尻抱介や新井輝などがいる。また、かつて遊演体に所属していた賀東招二などとも交流がある。
その後、同社のゲームをノベライズした野尻抱介に続き、自身も1999年、『ライトセイバーズ』(富士見ファンタジア文庫)で小説家デビュー。

## 人物
重度のミリタリー・マニア。野尻抱介の『ロケットガール』には、彼をモデルにした「黒須俊之（築地の旧名義）」が登場している。

## 作品リスト

### 小説
※ ここからKADOKAWA系レーベル（五十音順）

#### MF文庫J
- けんぷファー

#### 角川スニーカー文庫
- 放課後のダンジョンにほまれはよみがえる魔物を見た
- ブレイブウィッチーズPrequel
- サイレントウィッチーズ スオムスいらん子中隊ReBOOT!

#### 電撃文庫
- 撲殺天使ドクロちゃんです（アンソロジー）

#### ドラゴンノベルス
- 機動戦士ガンダム 異世界宇宙世紀 二十四歳職業ＯＬ、転生先でキシリアやってます（上・下巻）

#### ファミ通文庫
- 妖精使いになる方法 妖精伝承アンソロジーノベル（アンソロジー）
- ときむすび
- 戦嬢の交響曲
- ふぁみぷれっくす
- 冥玉のアルメイン
- 艦隊これくしょん -艦これ- 陽炎、抜錨します!
- 蒼冥のユーラット
- ショートストーリーズ 僕とキミの15センチ（アンソロジー）
- 六人のお嬢様戦争をオレだけが攻略できる

#### 富士見ファンタジア文庫
- ライトセイバーズ
- まぶらほ
- 変・ざ・くらする〜む
- 司令官レオンの覇道
- グランブルーファンタジー メンバーズフェイト

#### 富士見ミステリー文庫
- ネコのおと リレーノベル・ラブバージョン（リレー小説）

※ここから其の他の出版社

#### GA文庫
- 神曲奏界ポリフォニカ（「青」のポリフォニカ）

#### ガガガ文庫
- ハヤテのごとく!

#### 講談社ラノベ文庫
- セクシャル・ハンター・ライオット

#### ダッシュエックス文庫
- ブラッディ・ウェポンズ

#### TO文庫
- キラー・イン・ザ・モール

### テレビアニメ
- いぬかみっ!（第19話脚本、2006年）
- 神曲奏界ポリフォニカ（第3・9話脚本、2007年）
- うみものがたり 〜あなたがいてくれたコト〜（ストーリー原案、2009年）
- 第501統合戦闘航空団 ストライクウィッチーズ ROAD to BERLIN（第4・9話脚本、2020年）

### 漫画原作
- トカレフの危うい城（2011年）
- 相対性モテ論（2012年）
- 危険性ガール（2015年）
- おひとり様のナナイさん（漫画：竹宮さとし、『月刊ガンダムエース』2024年2月号、2025年2月号[3] - ）